# Bohlenwand

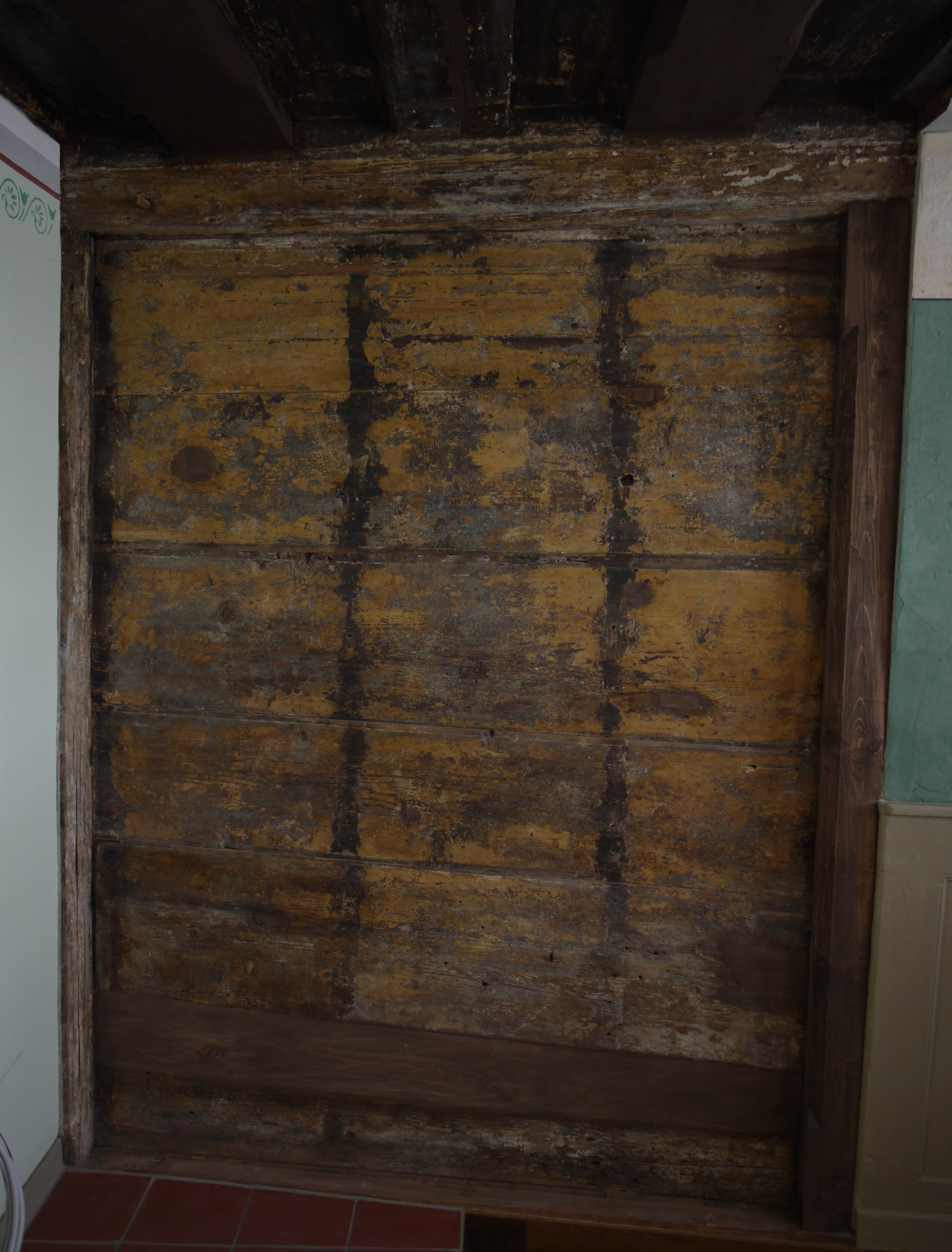
Bohlenwand in den Handwerkerhäuser Kühnertsgasse in Nürnberg

Eine Bohlenwand ist eine Wand, die durch aufeinander geschichtete Bohlen entsteht, die in einer Nut in den begrenzenden senkrechten Balken geführt werden. Moderne Bohlenwände nutzen teilweise zusätzlich eine Nut-Feder-Verbindung zwischen den Bohlen.
Bohlenwände werden schon seit Jahrhunderten verwendet, beispielsweise bei Pfostenhäusern in Ständerbauweise. Rohes oder bemaltes Holz bildete zum Teil direkt die Innenseiten der Wände. Auf den Außenwänden wurde häufig Lehmputz aufgebracht. An den Bohlen wurden deshalb  Kerben, Holz- oder Metallnägel eingeschlagen, damit der Lehm besser an der Bohle haftet.
|  |  |